# Grammy Award du meilleur album de musique chrétienne contemporaine
Le Grammy Award du meilleur album de musique chrétienne contemporaine (Best Contemporary Christian Music Album) est une récompense décernée lors des cérémonies annuelles des Grammy Awards décernée à l'album de musique chrétienne contemporaine de l'année.

## Lauréats
| Année | Artiste(s)                               | Album               |
| ----- | ---------------------------------------- | ------------------- |
| 2022  | Elevation Worship et Maverick City Music | Old Church Basement |
| 2023  | Maverick City Music                      | Breathe             |
| 2024  | Lecrae                                   | Church Clothes 4    |
| 2025  | DOE                                      | Heart Of A Human    |